# Sondages sur la primaire française de la droite et du centre de 2016
Pour un article plus général, voir Primaire française de la droite et du centre de 2016.
Cette page liste les sondages réalisés sur l'élection primaire de la droite et du centre en 2016 en vue de l'élection présidentielle française de 2017.

## Généralités
Les tableaux ci-dessous présentent les candidats déclarés ou supposés, puis ceux retenus à la primaire avec le pourcentage d’intentions de vote des inscrits qui leur est attribué dans les sondages.
Dans l’examen des résultats, se rappeler que : « La justification scientifique raisonnable consiste soit en une démonstration, soit en la pratique d’un très grand nombre d’observations, la loi des grands nombres étant la seule justification pratique de la notion de probabilité ». Il convient donc de différencier les résultats selon l’échantillonnage.
Parmi les éléments pouvant fausser la comparaison entre plusieurs sondages :
- l’échantillonnage primaire (le nombre des participants - l’échantillon) (ici de 250 à 21000…) ;
- le sous-échantillonnage retenu pour certaines questions : n’interroger - pour quelques questions - que ceux qui sont « certains de participer », plutôt que « devraient », « pourraient »… peut inverser totalement un résultat ; la participation aux primaires constitue en soi un des enjeux; une participation faible favorise les thèses les plus conformes au noyau le plus radical, une primaire réellement ouverte favorisant les candidats plus consensuels ;
- hypothèses de participation : les sondages explorent diverses hypothèses de participation à la primaire. Les résultats peuvent différer notablement selon l’hypothèse retenue (indice de participation retenu noté IPR %) ;
- les intervalles de confiance correspondants aux deux échantillonnages ;
- les questions et la manière de les poser, le type de sondage[3] ;
- accessoirement, le commanditaire de l'entreprise de sondages (ex-institut[4], [5]), avec la question : Au-delà du sondage, y-a-t-il tentation de faire passer une idée[6],[7].

Note : il est toujours significatif de comparer les évolutions des sondages effectués par la même entreprise (les questions posées étant plus semblables).
De plus, sur ce scrutin spécifique peuvent s'ajouter d'autres facteurs:
- ce vote constitue la première primaire ouverte à droite en France. Les entreprises de sondages n'ont pas de références permettant d'étalonner leurs méthodes de redressement de résultat.
- le vote n'est pas restreint aux membres inscrits de partis, mais ouvert à tous les citoyens se déclarant partisans "de l'alternance, de la droite et du centre". L'estimation de la participation varie selon les entreprises de sondages, et leurs méthodes. Une entreprise peut estimer par exemple que « Les indices de participation sont toujours à interpréter avec prudence, les répondants ayant tendance à surestimer leur participation aux scrutins »[8]… tout en étant parmi celles donnant les plus forts pourcentages de participation…
- les méthodes de constitution des échantillons peuvent surestimer certaines populations, tranches d'âges.

### Intervalle de confiance

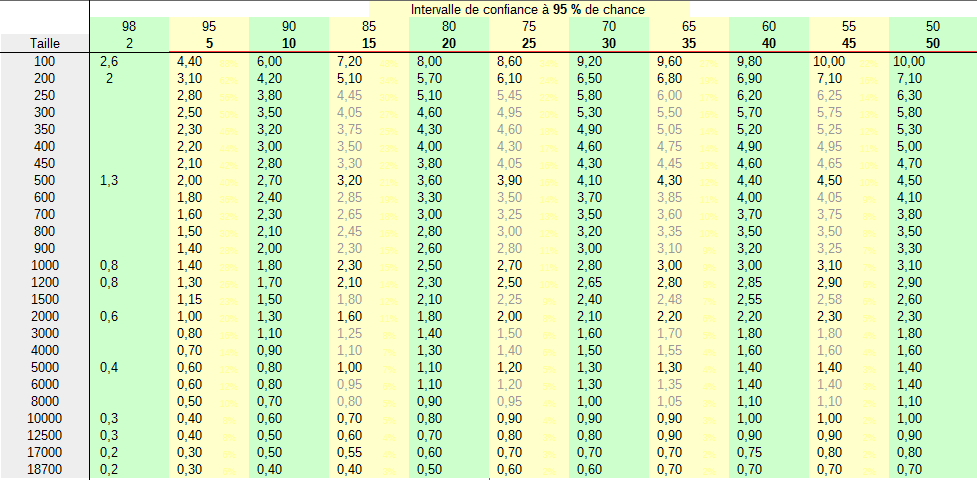
Intervalle de confiance à 95 % de chance

La plupart des sondages sont donnés à 95 % de chance. Le tableau résume les intervalles de confiance selon la taille de l’échantillon (ou du sous-échantillon).
Utilisation : si pour un échantillon (sous-échantillon) de 400 personnes le candidat reçoit 10 % d'intentions de vote, l’incertitude est de 3 %. Il y a 95 % de chance que son score soit compris entre  7 % et 13 % (si 95 % est utilisé).

## Premier tour
Le candidat arrivé en tête des intentions de vote est présenté en bleu, tandis que les deux candidats potentiellement qualifiés pour un second tour sont présentés en gras.

### Avant la validation des candidatures

#### 2014-2015
| Sondeur            | Date                             | Panel |       |         |          |        |          |           |         |       | Autres                      |
| Sondeur            | Date                             | Panel | Juppé | Sarkozy | Le Maire | Fillon | Bertrand | Kosciusko | Poisson | Copé  | Autres                      |
| ------------------ | -------------------------------- | ----- | ----- | ------- | -------- | ------ | -------- | --------- | ------- | ----- | --------------------------- |
| Sondeur            | Date                             | Panel |       |         |          |        |          |           |         |       | Autres                      |
| LH2                | 5 au 6 juin 2014                 | 988   | 29 %  | 31 %    | 8 %      | 10 %   | 2 %      | 2 %       | -       | 3 %   | Wauquiez : 8 % Baroin : 3 % |
| LH2                | 10 au 11 juillet 2014            | 242   | 32 %  | 38 %    | 8 %      | 8 %    | 3 %      | 2 %       | -       | 0,5 % | Wauquiez : 6 % Baroin : 2 % |
| Harris Interactive | 10 au 11 septembre 2014          | 1 225 | 37 %  | 37 %    | 8 %      | 7 %    | 3 %      | -         | -       | -     | -                           |
| LH2                | 8 au 9 octobre 2014              | 1 224 | 47 %  | 35 %    | 10 %     | 5 %    | 2 %      | -         | -       | -     | -                           |
| Ifop               | 30 novembre au 1er décembre 2014 | 1 803 | 22 %  | 30 %    | -        | 6 %    | 4 %      | -         | -       | -     | -                           |
| Odoxa              | 5 au 6 février 2015              | 1 008 | 29 %  | 35 %    | 7 %      | 6 %    | 2 %      | -         | -       | -     | -                           |
| Odoxa              | 16 au 17 avril 2015              | 1 003 | 35 %  | 45 %    | 11 %     | 7 %    | 1 %      | 1 %       | -       | -     | -                           |
| Odoxa              | 21 au 22 mai 2015                | 911   | 39 %  | 39 %    | 12 %     | 5 %    | 3 %      | 2 %       | -       | -     | -                           |
| Ifop               | 4 au 9 septembre 2015            | 3 001 | 36 %  | 39 %    | 9 %      | 9 %    | 3 %      | 3 %       | -       | -     | Morano : 1 %                |
| Ifop               | 25 septembre au 9 octobre 2015   | 5 220 | 37 %  | 37 %    | 6 %      | 8 %    | 3 %      | 2 %       | 1 %     | –     | Morano : 5 % Mariton : 1 %  |
| Ifop               | 9 octobre au 16 novembre 2015    | 5 274 | 35 %  | 34 %    | 9 %      | 9 %    | 3 %      | 2 %       | 2 %     | -     | Morano : 5 % Mariton : 1 %  |

#### Janvier-septembre 2016
| Sondeur            | Date                               | Panel  |       |         |          |        |           |        |       |        |          |         |         |        |       | Autres              |
| Sondeur            | Date                               | Panel  | Juppé | Sarkozy | Le Maire | Fillon | Kosciusko | Morano | Copé  | Guaino | Lefebvre | Mariton | Poisson | Didier | Myard | Autres              |
| ------------------ | ---------------------------------- | ------ | ----- | ------- | -------- | ------ | --------- | ------ | ----- | ------ | -------- | ------- | ------- | ------ | ----- | ------------------- |
| Sondeur            | Date                               | Panel  |       |         |          |        |           |        |       |        |          |         |         |        |       | Autres              |
| Ifop               | 16 décembre 2015 au 7 janvier 2016 | 5 989  | 38 %  | 29 %    | 12 %     | 12 %   | 4 %       | 2 %    | -     | -      | -        | 1 %     | 2 %     | -      | -     | -                   |
| Ifop               | 12 au 22 janvier 2016              | 4 974  | 41 %  | 30 %    | 10 %     | 12 %   | 2 %       | 3 %    | -     | -      | -        | 1 %     | 1 %     | -      | -     | -                   |
| Ipsos              | 22 au 31 janvier 2016              | 21 326 | 44 %  | 32 %    | 11 %     | 9 %    | 2 %       | 1 %    | -     | -      | 0,5 %    | 0,5 %   | -       | -      | -     | -                   |
| Ifop               | 1er au 15 février 2016             | 4 967  | 39 %  | 32 %    | 11 %     | 11 %   | 3 %       | 2 %    | -     | -      | 1 %      | -       | 1 %     | -      | -     | -                   |
| Odoxa              | 18 février au 10 mars 2016         | 4 036  | 41 %  | 23 %    | 16 %     | 9 %    | 3 %       | -      | -     | -      | -        | -       | -       | -      | -     | 8 %                 |
| Elabe              | 16 février au 16 mars 2016         | 5 001  | 41 %  | 23 %    | 13 %     | 11 %   | 4 %       | 3 %    | 3 %   | -      | 0,5 %    | 1 %     | 0,5 %   | -      | -     | -                   |
| Ifop               | 23 février au 18 mars 2016         | 768    | 38 %  | 27 %    | 16 %     | 8 %    | 3 %       | 3 %    | 2 %   | -      | 1 %      | 1 %     | 1 %     | -      | -     | -                   |
| Ipsos              | 11 au 20 mars 2016                 | 20 319 | 42 %  | 26 %    | 17 %     | 8 %    | 2,5 %     | 1,5 %  | 1 %   | -      | 1 %      | 1 %     | -       | -      | -     | -                   |
| Ifop               | 29 mars au 14 avril 2016           | 548    | 37 %  | 26 %    | 12 %     | 15 %   | 3 %       | 2 %    | 2 %   | -      | 1 %      | 1 %     | 1 %     | -      | -     | -                   |
| Odoxa              | 17 mars au 29 avril 2016           | 7 088  | 41 %  | 24 %    | 15 %     | 9 %    | 4 %       | 1 %    | 2 %   | -      | 1 %      | 1 %     | 1 %     | 1 %    | 0 %   | -                   |
| Ifop               | 28 avril au 20 mai 2016            | 808    | 35 %  | 27 %    | 13 %     | 12 %   | 4 %       | 3 %    | 2 %   | -      | 1 %      | 1 %     | 1 %     | 1 %    | 0 %   | -                   |
| OpinionWay         | 19 au 23 mai 2016                  | 808    | 49 %  | -       | 20 %     | 20 %   | 4 %       | <1 %   | 3 %   | -      | <1 %     | <1 %    | <1 %    | <1 %   | <1 %  | -                   |
| OpinionWay         | 19 au 23 mai 2016                  | 808    | 39 %  | 27 %    | 13 %     | 13 %   | 3 %       | <1 %   | 2 %   | <1 %   | <1 %     | <1 %    | <1 %    | <1 %   | -     | Alliot-Marie : <1 % |
| Ipsos              | 13 au 22 mai 2016                  | 19 455 | 41 %  | 27 %    | 16 %     | 10 %   | 2 %       | 1 %    | 1 %   | -      | 0,5 %    | 0,5 %   | 0,5 %   | 0,5 %  | 0 %   | -                   |
| Odoxa              | 3 au 24 juin 2016                  | 4 068  | 38 %  | 26 %    | 13 %     | 10 %   | 4 %       | 3 %    | 2 %   | 1 %    | 0 %      | 1 %     | 1 %     | 1 %    | 0 %   | -                   |
| Ipsos              | 17 au 26 juin 2016                 | 1 234  | 38 %  | 30 %    | 16 %     | 9 %    | 2 %       | 1,5 %  | 1 %   | 1 %    | 0,5 %    | 0,5 %   | 0 %     | 0,5 %  | 0 %   | -                   |
| TNS Sofres         | 24 au 29 juin 2016                 | 296    | 37 %  | 30 %    | 15 %     | 8 %    | 3 %       | 2 %    | 1 %   | 2 %    | 0,5 %    | 0,5 %   | 0,5 %   | 0 %    | 0,5 % | -                   |
| TNS Sofres         | 22 au 25 août 2016                 | 5 006  | 34 %  | 34 %    | 17 %     | 9 %    | 2,5 %     | 0,5 %  | 1 %   | 0 %    | 0,5 %    | 0,5 %   | 0,5 %   | 0 %    | 0,5 % | -                   |
| Odoxa              | 1er au 22 juillet 2016             | 5 053  | 38 %  | 24 %    | 15 %     | 10 %   | 4 %       | 2,5 %  | 2 %   | 1 %    | 1 %      | 1 %     | 0,5 %   | 0,5 %  | 0,5 % | Hammou : 0 %        |
| Ifop               | 26 août au 2 septembre 2016        | 788    | 37 %  | 31 %    | 13 %     | 10 %   | 5 %       | 0 %    | 1 %   | -      | -        | -       | -       | -      | -     | 3 %                 |
| Ifop               | 22 août au 5 septembre 2016        | 629    | 35 %  | 33 %    | 10 %     | 10 %   | 4 %       | 2 %    | 2 %   | 0 %    | 1 %      | 1 %     | 1 %     | 1 %    | 0 %   | -                   |
| Harris Interactive | 12 au 14 septembre 2016            | 563    | 37 %  | 37 %    | 9 %      | 10 %   | 3 %       | -      | 2 %   | -      | -        | 1 %     | 1 %     | -      | -     | -                   |
| Ipsos              | 9 au 18 septembre 2016             | 1 216  | 37 %  | 33 %    | 13 %     | 10 %   | 4 %       | -      | 1,5 % | -      | -        | 1 %     | 0,5 %   | -      | -     | -                   |
| BVA                | 13 au 20 septembre 2016            | 774    | 38 %  | 34 %    | 11 %     | 11 %   | 4 %       | -      | 1 %   | -      | -        | -       | 1 %     | -      | -     | -                   |

### Campagne officielle
| Entreprise de sondages             | Date                            | IPR %   | Panel          | François Fillon | Alain Juppé | Nicolas Sarkozy | Nathalie Kosciusko-Morizet | Bruno Le Maire | Jean-Frédéric Poisson | Jean-François Copé | Remarques                          | Commentaires de presse |
| ---------------------------------- | ------------------------------- | ------- | -------------- | --------------- | ----------- | --------------- | -------------------------- | -------------- | --------------------- | ------------------ | ---------------------------------- | ---------------------- |
| Ifop                               | 9 au 26 septembre 2016          | 8 %     | [6595] / 527   | 12 %            | 35 %        | 31 %            | 4 %                        | 13 %           | 2 %                   | 3 %                | marge d'erreur environ 4 %         |                        |
| Kantar TNS - Sofres                | 21 au 26 septembre 2016         | 7 %     | [8031] / 577   | 8 %             | 39 %        | 33 %            | 5 %                        | 13 %           | 1 %                   | 1 %                | Base : 2,9M de participants        |                        |
| Harris Interactive                 | 3 au 5 octobre 2016             | 12 %    | [5869] / 651   | 12 %            | 39 %        | 35 %            | 3 %                        | 8 %            | 2 %                   | 1 %                |                                    | ,                      |
| Odoxa                              | 1er septembre au 6 octobre 2016 | 13 %    | [6089] / 680   | 11 %            | 39 %        | 31 %            | 4,5 %                      | 12 %           | 1,5 %                 | 1 %                |                                    |                        |
| Kantar TNS - Sofres                | 30 septembre au 7 octobre 2016  | 8 %     | [8023] / 586   | 11 %            | 42 %        | 28 %            | 4 %                        | 11 %           | 2 %                   | 2 %                |                                    |                        |
| OpinionWay                         | 7 au 11 octobre 2016            | 10 %    | [7154] / 700   | 11 %            | 42 %        | 28 %            | 4 %                        | 13 %           | 0 %                   | 2 %                | Base : 2,6 à 3,1M de participants  |                        |
| Premier débat (13 octobre 2016)    |                                 |         |                |                 |             |                 |                            |                |                       |                    |                                    |                        |
| Cevipof Ipsos-Sopra Steria         | 14 octobre 2016                 | 6 %     | [7450] / 650   | 12 %            | 42 %        | 30 %            | 3 %                        | 11 %           | 1 %                   | 1 %                |                                    |                        |
| Ifop                               | 30 septembre au 17 octobre 2016 | 7 %     | [10802] / 754  | 11 %            | 41 %        | 29 %            | 4 %                        | 11 %           | 2 %                   | 2 %                |                                    |                        |
| Harris Interactive                 | 17 au 19 octobre 2016           | 11 %    | [6827] / 746   | 13 %            | 40 %        | 34 %            | 2 %                        | 7 %            | 2 %                   | 2 %                |                                    |                        |
| Cevipof Ipsos-Sopra Steria         | 14 au 19 octobre 2016           | 7 %     | [17047] / 1217 | 12 %            | 41 %        | 30 %            | 4 %                        | 11 %           | 1 %                   | 1 %                |                                    | </ref>,<ref>           |
| Odoxa                              | 10 au 20 octobre 2016           | 15 %    | [4042] / 621   | 13 %            | 43 %        | 26 %            | 4 %                        | 11 %           | 2 %                   | 1 %                |                                    |                        |
| Harris Interactive                 | 24 au 26 octobre 2016           | 13 %    | [7049] / 874   | 14 %            | 40 %        | 31 %            | 3 %                        | 10 %           | 1 %                   | 1 %                |                                    |                        |
| Ifop                               | 18 au 31 octobre 2016           | 8 %     | [8860] / 709   | 12 %            | 37 %        | 31 %            | 3 %                        | 11 %           | 3 %                   | 3 %                |                                    |                        |
| Elabe                              | 18 octobre au 2 novembre 2016   | 8 %     | [7251] / 645   | 15 %            | 39 %        | 27 %            | 5 %                        | 11 %           | 2 %                   | 1 %                |                                    |                        |
| Deuxième débat (3 novembre 2016)   |                                 |         |                |                 |             |                 |                            |                |                       |                    |                                    |                        |
| Harris Interactive                 | 7 au 9 novembre 2016            | 13 %    | [8011] / 975   | 17 %            | 39 %        | 31 %            | 4 %                        | 7 %            | 1 %                   | 1 %                |                                    |                        |
| Kantar Sofres                      | 7 au 10 novembre 2016           | 8,6 %   | [8019] / 714   | 18 %            | 36 %        | 30 %            | 4 %                        | 9 %            | 2 %                   | 1 %                | Hypothèse "moyenne" 3,9M électeurs |                        |
| Odoxa                              | 9 au 11 novembre 2016           | 20 %    | [2838] / 554   | 20 %            | 36 %        | 26 %            | 5 %                        | 8 %            | 3 %                   | 2 %                |                                    |                        |
| BVA                                | 3 au 13 novembre 2016           | 9 %     | [10002] / 926  | 18 %            | 37 %        | 29 %            | 4 %                        | 9 %            | 1,5 %                 | 1,5 %              |                                    |                        |
| Cevipof Ipsos-Sopra Steria         | 8 au 13 novembre 2016           | 7 à 8 % | [18200] / 1337 | 22 %            | 36 %        | 29 %            | 3 %                        | 7 %            | 2 %                   | 1 %                |                                    |                        |
| Ifop                               | 31 octobre au 14 novembre 2016  | 9 %     | [7229] / 647   | 20 %            | 33 %        | 30 %            | 3 %                        | 8 %            | 2 %                   | 4 %                | marge d'erreur estimée 3,5 %       |                        |
| Elabe                              | 9 au 15 novembre 2016           | 9 %     | [7003] / 680   | 21 %            | 34 %        | 30 %            | 5 %                        | 7 %            | 1 %                   | 2 %                |                                    |                        |
| OpinionWay                         | 13 au 15 novembre 2016          | 5…6 %   | [10760] / 828  | 25 %            | 33 %        | 25 %            | 4 %                        | 9 %            | 2 %                   | 2 %                | Base : 2,6 à 3M de participants    |                        |
| Ifop                               | 10 au 17 novembre 2016          | 8 %     | [8697] / 744   | 27 %            | 31 %        | 30 %            | 2 %                        | 7 %            | 1 %                   | 2 %                | marge d'erreur estimée 3,5 %       |                        |
| Troisième débat (17 novembre 2016) |                                 |         |                |                 |             |                 |                            |                |                       |                    |                                    |                        |
| Ipsos                              | 18 novembre 2016                | 8 %     | [9574] / 807   | 30 %            | 29 %        | 29 %            | 3,5 %                      | 5 %            | 2 %                   | 1,5 %              | marge d'erreur estimée 3,2%        | Ipsos                  |
| Résultats du premier tour          |                                 |         |                |                 |             |                 |                            |                |                       |                    |                                    |                        |
| Résultats officiels                | 20 novembre 2016                | 9%      |                | 44,1 %          | 28,6 %      | 20,7 %          | 2,6 %                      | 2,4 %          | 1,5 %                 | 0,3 %              |                                    |                        |

IPR % = indice de participation retenu par l'entreprise de sondage (ou calculé).
Note : La colonne des entreprises de sondages pointe - autant que faire se peut - vers la source du sondage. 
La colonne commentaires de presse pointe vers les articles de presse commentant le sondage.
La colorisation bleue est affectée au(x) premier(s) (plusieurs marqués ex-æquo si dans la marge d'erreur du sondage)

### Graphique
Pour des raisons techniques, il est temporairement impossible d'afficher le graphique qui aurait dû être présenté ici.

## Second tour

### Fillon - Juppé
| Entreprise de sondages                              | Date                     | Échantillon    | François Fillon | Alain Juppé | IPR%     |
| Entreprise de sondages                              | Date                     | Échantillon    |                 |             | IPR%     |
| Entreprise de sondages                              | Date                     | Échantillon    | Fillon          | Juppé       | IPR%     |
| Odoxa                                               | 17 mars au 29 avril 2016 | 7 088          | 28 %            | 72 %        | -        |
| OpinionWay                                          | 19 au 23 mai 2016        | 808            | 34 %            | 66 %        | -        |
| Odoxa                                               | 3 au 24 juin 2016        | 4 068          | 32 %            | 68 %        | -        |
| Début de la campagne officielle (21 septembre 2016) |                          |                |                 |             |          |
| OpinionWay                                          | 13 au 15 novembre 2016   | [10760] / 828  | 54 %            | 46 %        | 5,8…6,7% |
| Ifop                                                | 10 au 17 novembre 2016   | [8697] / 744   | 50 %            | 50 %        | 8 %      |
| Premier tour (20 novembre 2016)                     |                          |                |                 |             |          |
| Odoxa                                               | 19 et 20 novembre 2016   | [4763] / 699   | 65 %            | 35 %        | 14,5 %   |
| OpinionWay                                          | 20 novembre 2016         | [17001] / 3095 | 56 %            | 44 %        | 18 %     |
| Ifop                                                | 21 au 23 novembre 2016   | [6901] / 619   | 65 %            | 35 %        | 9 %      |
| OpinionWay                                          | 24 au 25 novembre 2016   | [4871] / 550   | 61 %            | 39 %        | 11,3 %   |
| Résultats (27 novembre 2016)                        |                          |                |                 |             |          |
| Résultats officiels                                 | 27 novembre 2016         |                | 66,5 %          | 33,5 %      |          |

### Hypothèses abandonnées après résultats du premier tour

#### Sarkozy - Juppé
| Entreprise de sondages                              | Date                                 | [Échantillon] / Sous-échantillon | Nicolas Sarkozy | Alain Juppé | IPR %    |
| Entreprise de sondages                              | Date                                 | [Échantillon] / Sous-échantillon |                 |             | IPR %    |
| Entreprise de sondages                              | Date                                 | [Échantillon] / Sous-échantillon | Sarkozy         | Juppé       | IPR %    |
| Odoxa                                               | 16 et 17 avril 2015                  | 1 003                            | 51 %            | 49 %        | /        |
| Odoxa                                               | 21 et 22 mai 2015                    | 911                              | 45 %            | 55 %        | /        |
| BVA                                                 | 6 au 15 octobre 2015                 | 11 244                           | 52 %            | 48 %        | /        |
| Ifop                                                | 11 au 22 janvier 2016                | [4974] / (450)                   | 38 %            | 62 %        | 9 %      |
| Ifop                                                | 1er au 12 février 2016               | [4967] / (500)                   | 41 %            | 59 %        | 10 %     |
| Odoxa                                               | 18 février au 10 mars 2016           | 4 036                            | 34 %            | 66 %        | /        |
| Elabe                                               | 16 février au 16 mars 2016           | 5 001                            | 36 %            | 64 %        | /        |
| Ifop                                                | 23 février au 18 mars 2016           | [8090] / 768                     | 38 %            | 62 %        | 9 %      |
| Ifop                                                | 29 mars au 14 avril 2016             | [5775] / 548                     | 39 %            | 61 %        | 9 %      |
| Odoxa                                               | 17 mars au 29 avril 2016             | 7 088                            | 37 %            | 63 %        | /        |
| Ifop                                                | 28 avril au 20 mai 2016              | [8604] / 808                     | 41 %            | 59 %        | 9 %      |
| OpinionWay                                          | 19 au 23 mai 2016                    | 808                              | 37 %            | 63 %        | /        |
| Odoxa                                               | 3 au 24 juin 2016                    | 4 068                            | 38 %            | 62 %        | /        |
| TNS Sofres-OnePoint                                 | 24 au 29 juin 2016                   | [5011] / 296                     | 39 %            | 61 %        | 6 %      |
| TNS Sofres-OnePoint                                 | 22 au 25 août 2016                   | [5006] / 332                     | 45 %            | 55 %        | 7 %      |
| Odoxa                                               | 1er au 22 juillet et 25-26 août 2016 | [5053] / 671                     | 37 %            | 63 %        | 13 %     |
| Ifop                                                | 22 août au 5 septembre 2016          | [7630] / 620                     | 46 %            | 54 %        | 8 %      |
| Harris Interactive                                  | 12 au 14 septembre 2016              | [6266] / 563                     | 48 %            | 52 %        | 9 %      |
| Ipsos                                               | 9 au 18 septembre 2016               | [18659] / 1216                   | 44 %            | 56 %        | 6 %      |
| BVA                                                 | 13 au 20 septembre 2016              | [9255] / 798                     | 44 %            | 56 %        | 8 %      |
| Début de la campagne officielle (21 septembre 2016) |                                      |                                  |                 |             |          |
| Ifop                                                | 9 au 26 septembre 2016               | [6595] / 527                     | 43 %            | 57 %        | 8 %      |
| Kantar TNS - Sofres                                 | 21 au 26 septembre 2016              | [8031] / 577                     | 41 %            | 59 %        | 7 %      |
| Harris Interactive                                  | 3 au 5 octobre 2016                  | [5863] / 651                     | 47 %            | 53 %        | 12 %     |
| Odoxa                                               | 1er septembre au 6 octobre 2016      | [6089] / 680                     | 40,5 %          | 59,5 %      | 13 %     |
| Kantar TNS - Sofres                                 | 30 septembre au 7 octobre 2016       | [8023] / 611                     | 38 %            | 62 %        | 8 %      |
| OpinionWay                                          | 7 au 11 octobre 2016                 | [7154] / 700                     | 38 %            | 62 %        | 10 %     |
| Ipsos                                               | 14 octobre 2016                      | [7450] / 650                     | 39 %            | 61 %        | 8 %      |
| Ifop                                                | 30 septembre au 17 octobre 2016      | [10802] / 754                    | 39 %            | 61 %        | 7 %      |
| Harris Interactive                                  | 17 au 19 octobre 2016                | [6827] / 746                     | 46 %            | 54 %        | 11 %     |
| Ipsos                                               | 14 au 19 octobre 2016                | [17047] / 1217                   | 40 %            | 60 %        | 7 %      |
| Odoxa                                               | 10 au 20 octobre 2016                | [4042] / 621                     | 35 %            | 65 %        | 15,4 %   |
| Harris Interactive                                  | 24 au 26 octobre 2016                | [7049] / 874                     | 42 %            | 58 %        | 13 %     |
| Ifop                                                | 18 au 31 octobre 2016                | [8860] / 709                     | 43 %            | 57 %        | 8 %      |
| Elabe                                               | 18 octobre au 2 novembre 2016        | [7251] / 645                     | 39 %            | 61 %        | 8 %      |
| Harris Interactive                                  | 7 au 9 novembre 2016                 | [8011] / 975                     | 42 %            | 58 %        | 13 %     |
| Kantar TNS - Sofres                                 | 7 au 10 novembre 2016                | [8019] / 714                     | 41 %            | 59 %        | 8,9 %    |
| Odoxa                                               | 9 au 11 novembre 2016                | [2838] / 554                     | 42 %            | 58 %        | 19,5 %   |
| BVA                                                 | 3 au 13 novembre 2016                | [10002] / 878                    | 41 %            | 59 %        | 9 %      |
| Ifop                                                | 31 octobre au 14 novembre 2016       | [7229] / 647                     | 41 %            | 59 %        | 9 %      |
| OpinionWay                                          | 13 au 15 novembre 2016               | [10760] / 828                    | 43 %            | 57 %        | 5,8…6,7% |
| Ifop                                                | 10 au 17 novembre 2016               | [8697] / 744                     | 43%             | 57 %        | 8%       |
| Hypothèse abandonnée (20 novembre 2016)             |                                      |                                  |                 |             |          |

IPR % = indice de participation retenu par l'entreprise de sondage (ou calculé).

#### Juppé - Le Maire
|                                         |                          |       |      |      |
| Le Maire                                | Juppé                    |       |      |      |
| Odoxa                                   | 17 mars au 29 avril 2016 | 7 088 | 34 % | 66 % |
| OpinionWay                              | 19 au 23 mai 2016        | 808   | 33 % | 67 % |
| Odoxa                                   | 3 au 24 juin 2016        | 4 068 | 35 % | 65 % |
| Hypothèse abandonnée (20 novembre 2016) |                          |       |      |      |

#### Sarkozy - Le Maire
|                                         |                   |     |      |      |
| Sarkozy                                 | Le Maire          |     |      |      |
| OpinionWay                              | 19 au 23 mai 2016 | 808 | 46 % | 54 % |
| Hypothèse abandonnée (20 novembre 2016) |                   |     |      |      |

#### Sarkozy - Fillon
| Entreprise de sondages                              | Date                   | Échantillon   | Nicolas Sarkozy | François Fillon | IPR %    |
| Entreprise de sondages                              | Date                   | Échantillon   |                 |                 | IPR %    |
| Entreprise de sondages                              | Date                   | Échantillon   | Sarkozy         | Fillon          | IPR %    |
| OpinionWay                                          | 19 au 23 mai 2016      | 808           | 47 %            | 53 %            | -        |
| Début de la campagne officielle (21 septembre 2016) |                        |               |                 |                 |          |
| OpinionWay                                          | 13 au 15 novembre 2016 | [10760] / 828 | 37 %            | 63 %            | 5,8…6,7% |
| Ifop                                                | 10 au 17 novembre 2016 | [8697] / 744  | 37%             | 63 %            | 8%       |
| Hypothèse abandonnée (20 novembre 2016)             |                        |               |                 |                 |          |

#### Fillon - Le Maire
|                                         |                   |     |      |      |
| Fillon                                  | Le Maire          |     |      |      |
| OpinionWay                              | 19 au 23 mai 2016 | 808 | 50 % | 50 % |
| Hypothèse abandonnée (20 novembre 2016) |                   |     |      |      |